# Kennard (Nebraska)
Kennard je selo u američkoj saveznoj državi Nebraska. Prema popisu stanovništva iz 2010. u njemu je živio 361 stanovnik.